# Токуси, Такато
Такато Токуси (англ. Takato Tokuchi; род. 20 ноября 1969, Окинава, Япония) — японский боксёр-профессионал, выступающий в суперлёгкой (Super Flyweight) весовой категории. В бою за титул чемпион мира по версии Всемирного боксерского совета (ВБС, WBC) уступил Юрию Арбачакову.